# Жената без лице
Жената без лице (на немски: Die Frau ohne Gesicht) или Фантомът от Хайлброн (на немски: Das Phantom von Heilbronn) е кодово название на криминално разследване в Германия. Обектът на криминалното дирене е масов убиец - жена, чието ДНК лабораторни изследвания установяват на множество местопрестъпления: предимно убийства, опити за убийство и грабежи извършени в Южна Германия, Франция и Австрия. От 2002 до 2009 година по случая (обявен за случай на столетието) работят 6 екипа и стотици криминалисти. През март 2009 разследването е прекратено с изненадващ резултат: ДНК-то принадлежи на жена, която работи във фирма, снабдяваща полицията с инструменти за събиране на следи от местопрестъпления – „жената без лице“ не съществува. Фантомът от Хайлброн се оказва фикция, дължаща се на систематично замърсяване на лабораторния материал, събиран от полицията в продължение на години.